# Lisa’s Pony
«Lisa’s Pony» (англ. Пони Лизы) — восьмой эпизод третьего сезона мультсериала «Симпсоны». Премьера состоялась 7 ноября 1991 года.

## Сюжет
Лиза просит отца, чтобы он купил ей трость для саксофона, так как ей необходимо выступить в школе. Гомер соглашается, и в день выступления идет покупать её. Но вместо магазина, он идет в таверну Мо. Выпив как следует, он идёт в магазин, но тот уже закрыт. Успев остановить хозяина магазина, он просит открыть его. Купив деталь, он мчится в школу, но выступление Лизы уже закончилось. Из-за отсутствия детали, Лиза провалилась.
Гомер пытается вернуть уважение обиженной дочери. Он решает исполнить давнишнюю мечту Лизы, подарив ей пони. Но пони стоит огромных денег. Гомер берёт ссуду. Мистер Бёрнс одобряет ссуду с условием, что Гомер не съест пони. Лиза счастлива, но Гомер и Мардж потрясены, обнаружив, как дорого обходится содержание животного. Гомер пробует путём обмана заполучить выигрыш по лотерейному билету, но Апу разоблачает его и показывает альтернативные варианты получения денег. Гомер решает устроиться на ночную работу в супермаркет «На скорую руку», чтобы оплачивать счета. Он начинает работать с полуночи до восьми утра.
В результате этого Гомер сильно недосыпает, ему везде мерещатся кровати и ночные пейзажи, а под конец эпизода он даже перестаёт узнавать своих близких. Когда Барт в магазине грубо позвал его, Гомер никак не отреагировал на грубость, а только покорно и тупо продолжил выполнение поручений. Когда Лиза понимает, что её отец переутомлен, она решает отказаться от пони. Но при этом просит любить её и делает это так искренне, что та, к которой пони возвращается, уверяет, что у неё разрывается сердце. Гомер оставляет утомительную работу в ночную смену и уходит из магазина с Лизой на плечах.